# Ichthyosauria
Ordre
L'ordre des Ichthyosauria (du grec ιχθύς signifiant « poisson » et σαύρος signifiant « lézard ») regroupe des vertébrés tétrapodes jadis rattachés à la classe des reptiles. Ils ont vécu du Trias inférieur au Crétacé supérieur.

## Description
Les ichthyosaures sont des vertébrés diapsides marins, parfois de très grande taille, qui ressemblent aux dauphins actuels. Comme eux, ils devaient venir respirer l'air atmosphérique à la surface des eaux.
Le plus grand d'entre eux a été découvert en Colombie-Britannique, au Canada, et décrit en 2004 sous le nom de Shonisaurus sikanniensis par Elisabeth Nicholls et Makoto Manabe, puis renommé Shastasaurus sikanniensis en 2011, avant de retrouver son nom d'origine en 2013. Il a été extrait de la formation de Pardonet qui est datée du Trias supérieur (Norien moyen), soit il y a environ 220 Ma (millions d'années). Il est considéré comme un des plus grands animaux marins de tous les temps avec une longueur d'environ 21 mètres.
En 2018, Dean R. Lomax et ses collègues décrivent un os isolé, un surangulaire gauche de la mandibule d'un ichthyosaure, découvert dans le  Rhétien de la côte anglaise du Somerset à Lilstock (en). D'après les proportions de la partie postérieure de cet os qui mesure 24 centimètres de haut contre 19 centimètres pour le spécimen canadien de Shonisaurus sikanniensis, ils estiment que l'animal, un ichthyosaure non identifié, aurait pu mesurer entre 20 et 26 mètres. Une étude menée en avril 2024 décrit officiellement l'espèce comme Ichthyotitan severnensis, lui attribuant une taille d'environ 25 mètres (il s'agit du plus grand reptile marin formellement décrit à l'heure actuelle). Découvert en 1850, des fragment fossiles trouvés à Aust Cliff (initialement attribué à des dinosaures sauropodes) sont aujourd'hui reconnus comme appartenant très probablement à un ichtyosaure géant dont les dimensions pourraient théoriquement dépasser celles d'Ichthyotitan. Cette espèce, toujours en cours de description, aurait ainsi pu mesurer entre 30 et 35 m de long. Si ces estimations se révèlent exactes, il s'agirait d'un des plus grands animaux marins jamais recensés (rivalisant avec la baleine bleue en longueur),.   
Les ichthyosaures sont apparus il y a 250 millions d'années, légèrement avant les dinosaures (230 Ma) : ils ont vécu pendant une grande partie de l'ère Mésozoïque, ont été particulièrement abondants pendant la période Jurassique et ont disparu il y a 90 Ma, soit 25 Ma avant l'extinction massive de la majorité des dinosaures, peut-être à cause de la concurrence d'autres lignées prédatrices marines comme les mosasaures qui les ont remplacés au Crétacé après l'extinction du Cénomanien-Turonien qui a anéanti les derniers ichthyosaures et la presque-totalité des pliosaures à l'exception de trois taxons : Megacephalosaurus, Brachauchenius et Polyptychodon,,,.
Au début du Trias, les ichthyosaures ont évolué à partir d'une lignée diapside lépidosauromorphe terrestre, encore non identifiée, qui s'est adaptée à la vie aquatique. C'est une évolution similaire aux cétacés et un exemple type d'évolution convergente.
Ils appartiennent à l'ordre des ichthyosauriens ou ichthyoptérygiens (« nageoires de poissons », une désignation introduite par Richard Owen en 1840). C'est Mary Anning (1799-1847), âgée alors de douze ans, qui découvre le premier squelette d'ichthyosaure retrouvé complet, sur la côte anglaise de Lyme Regis.

## Paléobiologie

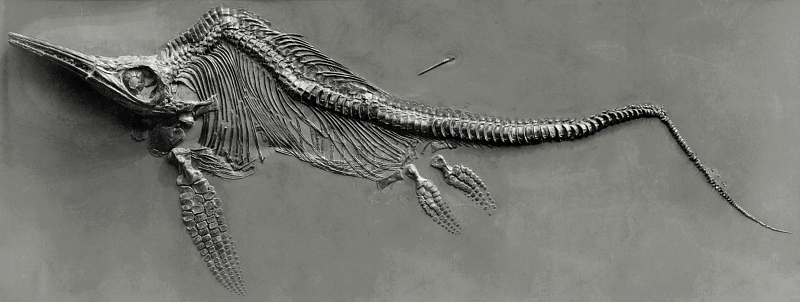
Fossile d'un ichthyosaure : Stenopterygius crassicostatus, découvert dans le Toarcien (Jurassique inférieur) du sud de l'Allemagne et exposé au Musée de Wiesbaden en Allemagne.

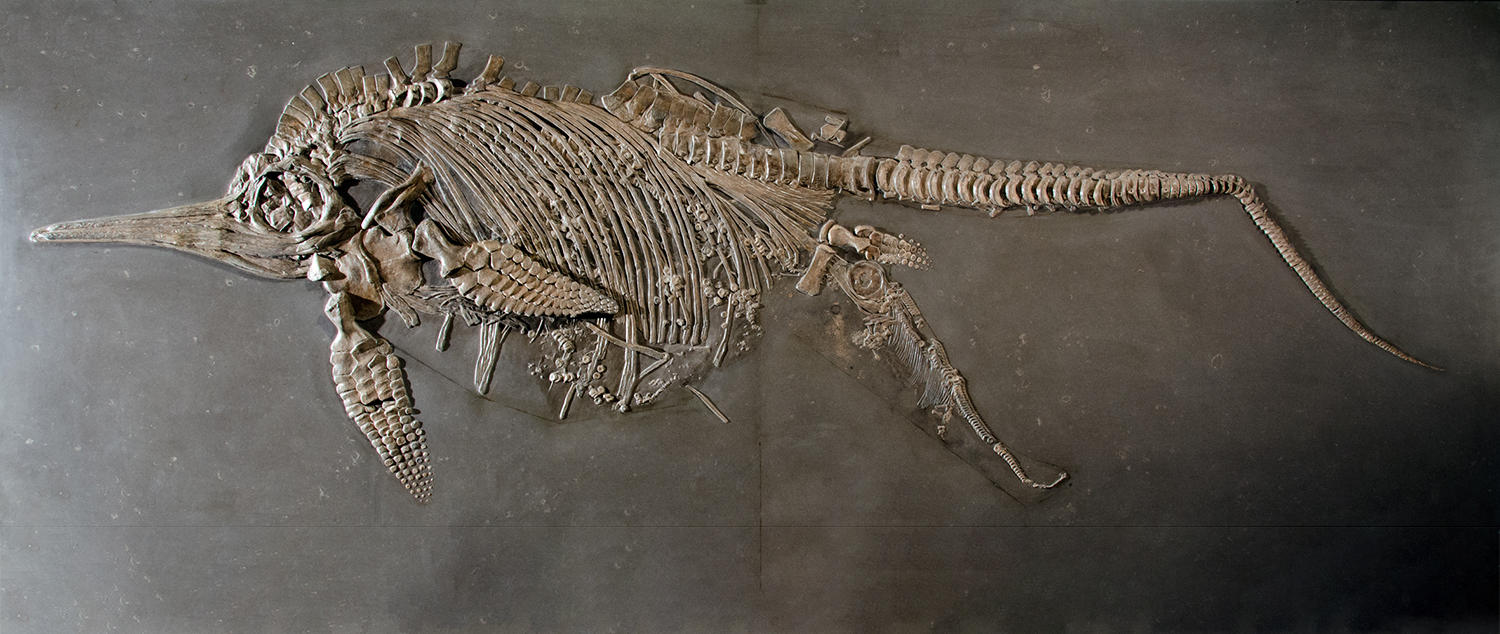
Une femelle ichthyosaure et son embryon expulsé au moment de la mort, un fossile exceptionnel (gisement d'Holzmaden, Allemagne).

Les ichthyosaures mesuraient entre un et dix mètres de longueur en moyenne. Ils étaient piscivores et vivipares, des fœtus fossiles ayant été trouvés encore dans le ventre de leur mère, ainsi que des restes de bélemnites (calmars) et ammonites. Ils se propulsaient dans l'eau relativement rapidement (jusqu'à 40 km/h) grâce à leurs puissantes nageoires. Comme les dauphins bien plus tard, leur morphologie leur permettait de se déplacer par bonds successifs à la surface de l'eau.
En 2018, l'étude de la composition cellulaire et moléculaire de tissus mous préservés d'un spécimen de Stenopterygius (MH 432), du Toarcien d'Holzmaden en Allemagne, a permis plusieurs découvertes :
- sa peau est composée de deux couches (épiderme et derme) morphologiquement distinctes ;
- celles-ci reposent sur une couche de graisse isolante qui aurait amélioré son hydrodynamisme et sa flottabilité ;
- cette graisse aurait aussi favorisé la conservation de la chaleur du corps, ce qui, associé à la viviparité, connue depuis longtemps des ichthyosaures, conforterait sa possible homéothermie ;
- la répartition des mélanophores contenant un pigment d'eumélanine, varie selon les régions du corps, avec une pigmentation plus sombre sur la face dorsale que sur la face ventrale, ce qui se traduirait pour cet animal par un camouflage en contre-illumination, un phénomène fréquent chez les animaux actuels et, en particulier, les poissons et les mammifères marins.

La convergence évolutive des ichthyosaures avec les amniotes marins actuels, comme les odontocètes ou cétacés à dents, parait ainsi s'étendre du domaine ultra-structurel au domaine moléculaire, reflétant une adaptation similaire aux contraintes environnementales de leurs vies pélagiques.

## Liste des familles
- Cymbospondylidae

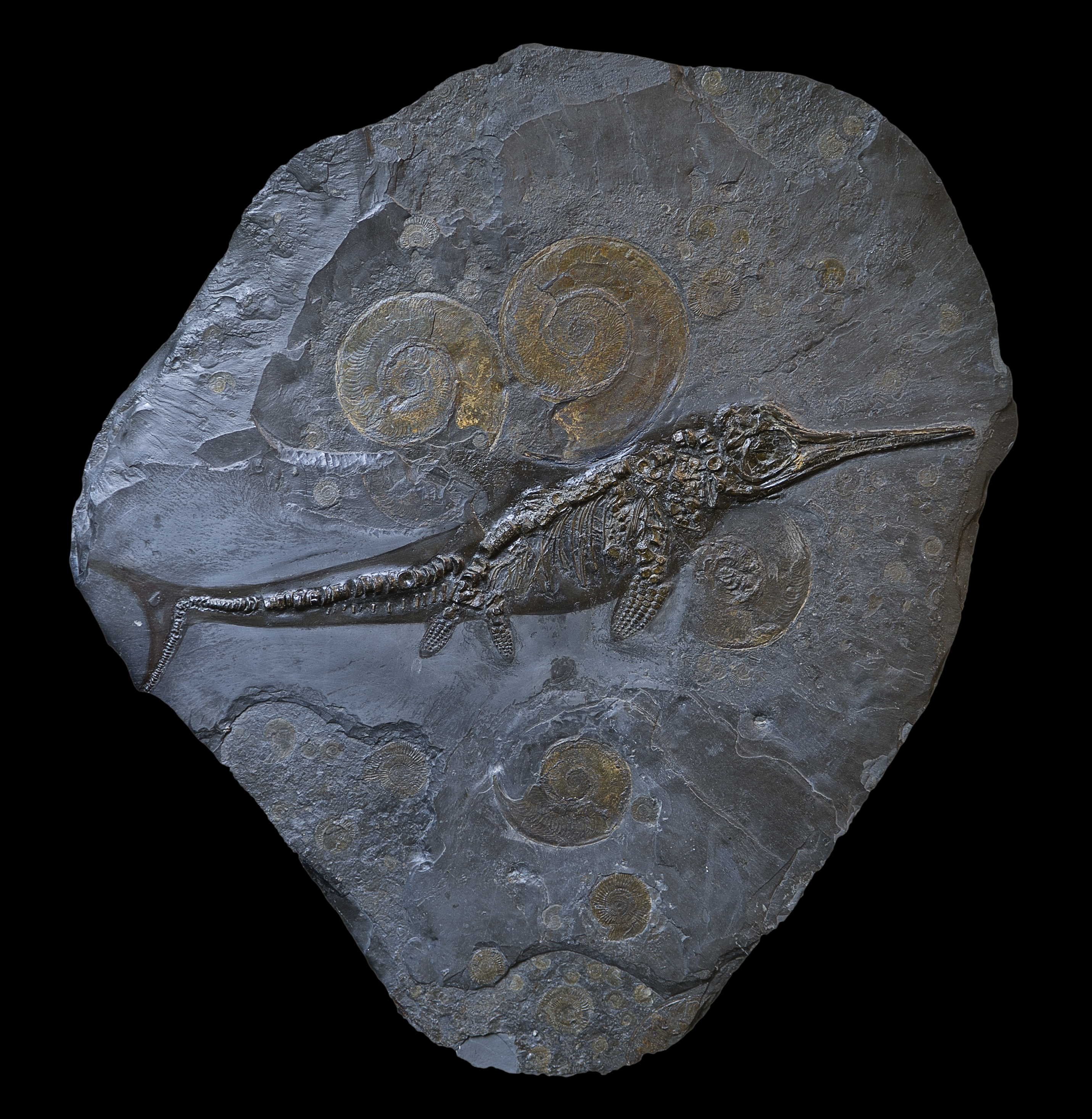
Temnodontosaurus acutirostris, de Holzmaden Allemagne.

- Grippiidae (dont Grippia, une des formes les plus anciennes des ichthyosaures)[15]
- Ichthyosauridae
- Leptonectidae
- Mixosauridae
- Ophthalmosauridae
- Shastasauridae
- Stenopterygiidae
- Temnodontosauridae
- Toretocnemidae

### Note
1. ↑  En raison des découvertes récentes en paléontologie et en phylogénétique, les expressions « reptile marin », comme celles de « reptile préhistorique », « reptile disparu », « reptile volant », ou « âge des reptiles » sont aujourd'hui l'objet de controverses de neutralité entre le point de vue de la systématique évolutionniste (D. Aubert, Classer le vivant : les perspectives de la systématique évolutionniste moderne, Ellipses 2017) et le point de vue cladistique (G. Lecointre dir., C. Fortin, M.-L. Le Louarn Bonnet, G. Guillot, Guide critique de l'évolution, Belin 2009,  (ISBN 978-2-7011-4797-0)). Elles sont donc à manier avec précaution, notamment dans le contexte de la vulgarisation scientifique.
2. ↑  Chez les premiers ichthyosaures du Trias, le nouveau-né sort la tête la première. Chez les ichthyosaures plus tardifs, comme ici, c'est la queue qui sort en premier, comme chez les Cétacés actuels[13].